# Silsersee
Silsersee (niem. Silsersee, retorom. Lej da Segl, wł. Lago di Sils) – jezioro w południowo-wschodniej Szwajcarii, w okręgu Maloja (kanton Gryzonia). 
Silsersee jest pierwszym (najbardziej wysuniętym na zachód) w ciągu czterech jezior w dolinie Engadyna, zasilanych spływającymi z okolicznych gór strumieniami i tworzącymi górny odcinek rzeki Inn. Poniżej znajdują się kolejno jeziora: Silvaplanersee, Lej da Champfèr i St. Moritz.
Lustro wody znajduje się na wysokości 1797 m n.p.m., maksymalna głębokość 71 m; powierzchnia 4,1 km², szacowana objętość wód - 0,137 km³. Na jeziorze są trzy małe wysepki, z których największa jest Chaviola Granda w północno-wschodniej części zbiornika. Największe sąsiednie miejscowości - Maloja i Sils Maria.

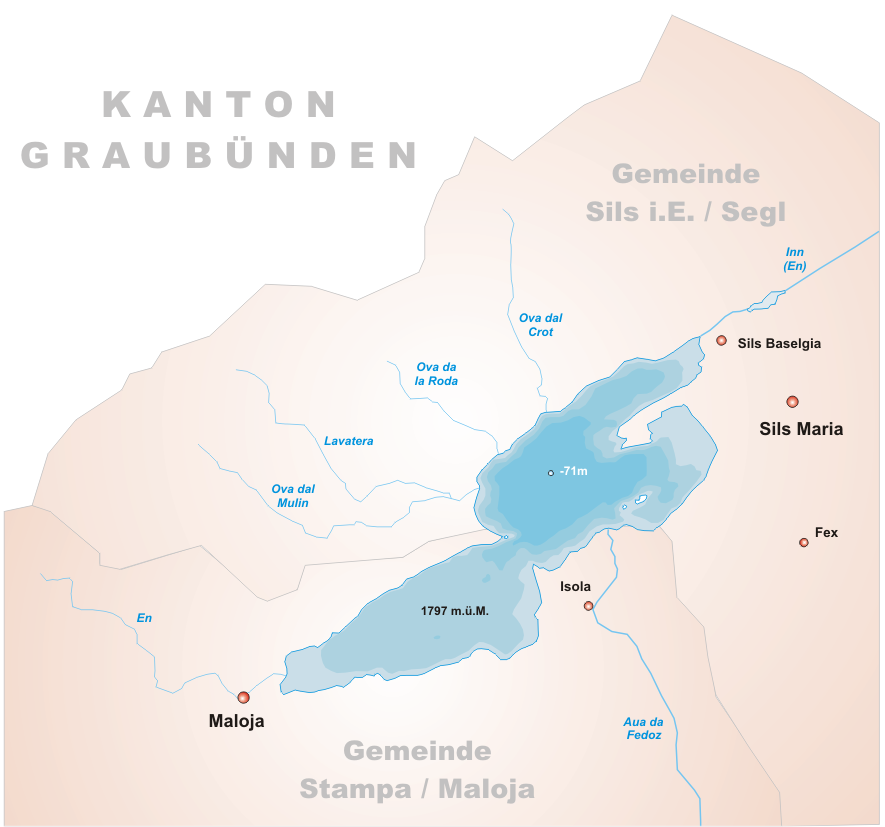
jezioro Sils

Silsersee jest największym jeziorem w Gryzonii. Jest również najwyżej położonym zbiornikiem wodnym w Europie, na którym funkcjonuje (latem) regularna żegluga pasażerska. Jednostka o nazwie „Segl-Maria” wykonuje codziennie 4 rejsy (trwające po ok. 40 min.) pomiędzy Sils-Maria a Maloja. Na trasie, oferującej panoramiczne widoki, znajdują się przystanie na półwyspie Chastè, w Plaun da Lej i Isola. Trasę wokół jeziora można również pokonać na rowerze, a w okolicy wytyczono wiele niezbyt wymagających szlaków turystyki pieszej.
Silsersee było ulubionym miejscem wybitnego niemieckiego filozofa, Friedricha Nietzschego. W drodze na półwysep Chastè przewodniki polecają znaleźć ławkę pod modrzewiem, na której miał często przesiadywać Nietzsche podczas pobytów nad jeziorem Sils.